# فرقه مسیحی
یک فرقه مسیحی یک سازمان مسیحی است که در درون مسیحیت، با یک نام، ساختار و دکترین مشترک قابل شناسایی است. در سنت ارتدکس، کلیساها اغلب بر اساس خطوط قومی و زبانی، به کلیساها و سنت‌های مجزا تقسیم می‌شوند. بخش بندی‌های بین یک گروه و دیگری، بر اساس دکترین و اقتدار کلیسایی تعریف می‌شوند. مسائلی نظیر مسیح‌شناسی، خلافت رسولی، فرجام‌شناسی مسیحی و برتری پاپی یک فرقه را از دیگری جدا می‌کنند.
کلیسای کاتولیک با ۱٫۱ میلیارد عضو بزرگترین فرقه مسیحی است که با در بر گرفتن  بیش از نیمی از مسیحیان جهان، آن را به بزرگترین فرقه همه ادیان در جهان تبدیل می‌کند (اگرچه که این کلیسا خود را یک مذهب تلقی نمی‌کند، بلکه کلیسای پیشا-مذهبی می‌داند). پروتستانتیسم حدوداً ۳۸–۳۹٪ جهان مسیحیت را تشکیل می‌دهد و به همراه کاتولیک‌ها، انگلیکان‌ها و دیگر فرقه‌هایی که با هم پیوند نزدیکی دارند مسیحیت غربی را تشکیل می‌دهند. کلیسای ارتدکس شرقی، ارتدکس مشرقی و کلیسای آشوری شرق فرقه‌های مسیحی شرقی تلقی می‌شوند. مسیحیت غربی بیشتر در اروپای غربی و مستعمرات سابقش فراوانی دارد. مسیحیت شرقی اغلب در اروپای شرقی، خاورمیانه و شمال آفریقا حضور دارد.